# Семёновка (Обуховский район)
Семёновка (укр. Семенівка) — село, входит в Обуховский район Киевской области Украины.
Население по переписи 2001 года составляло 597 человек. Почтовый индекс — 08752. Телефонный код — 4572. Занимает площадь 1,79 км². Код КОАТУУ — 3223187201.

## Местный совет
08752, Київська обл., Обухівський р-н, с. Семенівка